# Апостол Кавалиотис
Апостол (на гръцки: Απόστολος) e гръцки духовник, епископ на Църквата на Гърция, и учен педагог.

## Биография
Роден е в 1965 година в македонското гръцко градче Правища (Елевтеруполи) със светското име Апостолос Кавалиотис (Απόστολος Καβαλιώτης). Учи в Богословския факултет и Педагогическия факултет на Солунския университет, като получава магистратура по педагогика за деца с аутизъм и умствена изостаналост. Има магистратура по структура на образователни звена от Егейския университет и по филология от Тракийския университет. Защитава докторат в катедрата по специална педагогика и психология в Атинския университет. Учи църковно право във Ватикана със стипендия на митрополит Прокопий Неаполски. Специализира аутизъм в Харвардския университет в САЩ и управление на болката в Нюйоркския университет.
Работи в сферата на образованието и е автор на много научни трудове. Доброволец е на ООН и в продължение на 30 години участва в хуманитарни мисии в различни страни. Правителството на Индия му дава титлата „Гражданин на любовта“. Кавалиотис оглавява борбата срещу детската проституция в Гърция и в чужбина (1990 – 1994), кампанията за премахването на мините в Югославия (1993) като член на екипа на принцеса Даяна. За своята многостранна хуманитарна дейност е удостоен с награда от Атинската академия през декември 2007 година. В 2010 година е обявен от президента на „Спешъл Олимпикс Хелас Яна Деспотопулос“ за „Проповедник на доброволчеството“. Служи като директор на представителството на Църквата на Гърция в Европейския съюз.
На 9 октомври 2023 година е избран за титулярен танагренски епископ срещу архимандритите Пантелеймон Цорбадзоглу и Алексий Самардзис. На 11 ноември 2023 година е ръкоположен за танагренски епископ в митрополитската църква „Благовещение Богородично“ в Атина. Ръкополагането е извършено от архиепископа на Атина Йероним II, подкрепен от митрополитите Евстатий Монемвасийски и Спартански, Дамаскин Димотишки, Хрисостом Халкидски, Антим Дедеагачки, Хрисостом Месински, Георгий Тивански, Симеон Фтиотидски и Филотей Солунски.